# Carex amplifolia
Espèce
Classification phylogénétique
Carex amplifolia est une espèce de plantes du genre Carex et de la famille des Cyperaceae.